# Артиллерия большой и особой мощности

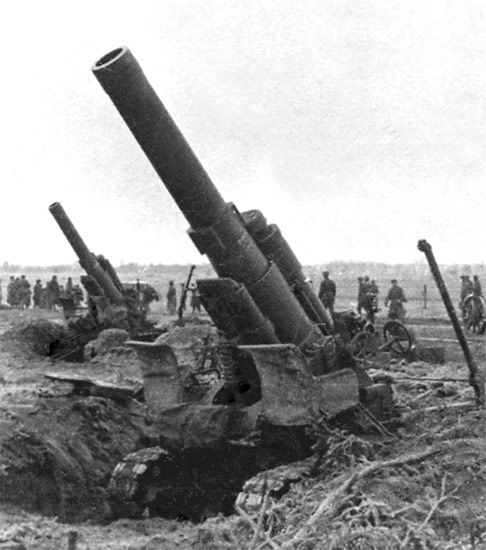
Лето 1944 года. 3-й Белорусский фронт. Батарея 280-мм мортир БР-5 ведёт огонь.

Артиллерия большой и особой мощности, по официальной терминологии: «Артиллерия большой и особой мощности — наземная артиллерия, предназначенная для разрушения особо прочных сооружений, уничтожения (подавления) важных объектов в глубине расположения противника». 
Это определение требует уточнения — артиллерия большой и особой мощности не просто наземная артиллерия, а мобильная артиллерия, способная перевозиться хотя бы по частям по грунтовой дороге. Иначе в артиллерию большой и особой мощности можно зачислить крепостную артиллерию (укрепрайонов), береговую и железнодорожную артиллерию.

## Предыстория
Фактически прародителем данных орудий является САУ «Карл», но первым воплощением является так называемая «Большая Берта» (обе системы являются немецкими). Германия, ещё до начала Великой войны имела наибольшее число орудий на 1 000 пехотинцев и в том числе значительную по относительному количеству тяжёлую полевую артиллерию большей мощности сравнительно с лёгкой.

## История
В Первой мировой войне во французской армии были орудия особой мощности калибра 520 мм, в немецкой 420 мм.
Во Второй мировой войне немецкая армия применяла небольшое количество орудий калибров 170, 210, 240, 356 и 420 мм. Под Ленинградом использовались 615-мм мортиры и 600-мм орудие «Тор» на железнодорожной установке, а для разрушения подземных сооружений Севастополя — 807-мм орудие «Дора» с дальностью стрельбы до 40 км.

## Организация
Части и подразделения артиллерии большой и особой мощности входят в состав артиллерии резерва Верховного Главнокомандования (АРВГК) и используются для усиления войсковой артиллерии.
К артиллерии большой мощности относятся части и подразделения, вооружённые орудиями калибра от 152 мм до 210 мм, системы больших калибров относятся к артиллерии особой мощности.